# Damasonium
Damasonium is een geslacht uit de waterweegbreefamilie (Alismataceae). De soorten komen voor in West-Europa, het Middellandse Zeegebied, Zuidwest-Azië tot in Noordwest-Iran, Centraal-Azië, India en Australië.

## Soorten
- Damasonium alisma Mill.
- Damasonium bourgaei Coss.
- Damasonium californicum Torr.
- Damasonium constrictum Juz.
- Damasonium minus (R.Br.) Buchenau
- Damasonium polyspermum Coss.

Albidella · 
Alisma (Waterweegbree) · 
Baldellia · 
Burnatia · 
Caldesia · 
Damasonium · 
Echinodorus · 
Limnophyton · 
Luronium · 
Ranalisma · 
Sagittaria · 
Wiesneria